# フェルナンド・ガゴ
フェルナンド・ルベン・ガゴ（Fernando Rubén Gago, 1986年4月10日 - ）は、アルゼンチン・ブエノスアイレス州出身の元サッカー選手、現サッカー指導者。元アルゼンチン代表。現役時代のポジションはミッドフィールダー。なお、ガゴ家はイタリア・リグーリア州出身の家系であるため、イタリアのパスポートも有するイタリア系アルゼンチン人である。

## クラブ経歴

### ボカ・ジュニアーズ
ボカ・ジュニアーズの下部組織出身で、2004年12月5日のキルメスAC戦 (1-0) でデビューした。また10代であったがチームの中盤で重要な役割を果たし、レアル・マドリード、FCバルセロナ などヨーロッパのクラブから注目を浴びた。2006年11月15日、レアル・マドリードのラモン・カルデロン会長は、若手有望株をチームに加えて世代交代を図ることを目的に、リーベル・プレートのゴンサロ・イグアインに加えてガゴ獲得の意思を表明した。

### レアル・マドリード

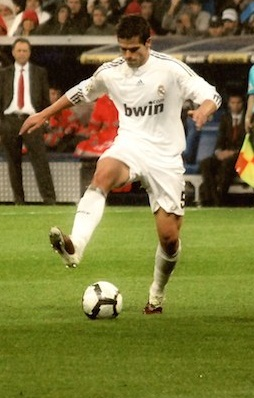
レアル・マドリードでプレーするガゴ

イタリアのACミランからも注目されたが、2006年12月19日、移籍金2040万ユーロをボカ・ジュニアーズに支払うことで移籍が合意に達し、フェルナンド・レドンドやホルヘ・バルダーノなどの数々の名手が存在してきた守備的ミッドフィールダーのポジションでプレーすることを期待された。2007年1月7日のデポルティーボ・ラ・コルーニャ戦 (2-0) でリーガ・エスパニョーラデビューしたが、チームの不調に引きずられて能力を発揮できず、ロナウドと途中交代した。デポルティーボ戦の1週間後にエスタディオ・サンティアゴ・ベルナベウで行われたサラゴサ戦 (1-0) ではチームメイト同様に良いプレーを見せた。
2007年5月20日のレクレアティーボ・ウェルバ戦 (3-2) は2-2での引き分けが濃厚だったが、後半ロスタイムにガゴがロベルト・カルロスの得点をアシストし、貴重な勝ち点3獲得に貢献した。最終的にレアル・マドリードはFCバルセロナと勝ち点差なし（当該クラブの直接対決結果による）での優勝を決めたため、レクレアティーボ戦の結果は優勝争いに大きく響いた。2006-07シーズンは背番号16番を着けていたが、2007年夏にエメルソンが移籍したことで空いた背番号8番に変更した。2007-08シーズンはポテンシャルを十分に発揮し、中盤戦以降はマアマドゥ・ディアッラから守備的ミッドフィールダーのポジションを奪い、リーグ戦2連覇の重要な要素となった。2008年1月の移籍期間にはプレミアリーグのマンチェスター・シティに移籍間近だったが、クラブ間の合意が得られずに破談となった。
2008年9月17日に行われたチャンピオンズリーグのBATEボリソフ戦で負傷して1ヶ月間離脱したが、10月27日のビルバオ戦 (3-2) で復帰し、勝利を決定づける活躍を見せて称賛された。12月のセビージャ戦 (3-4) でグティが蹴ったフリーキックに頭で合わせ、移籍後初得点となる同点弾を決めたが、最終的にはレナトに決勝点を決められた。2009年1月にラッサナ・ディアッラが加入すると、L・ディアッラとコンビを組むことが多くなり、二人は連携の取れたプレーを見せた。2008-09シーズンはリーグ戦26試合・UEFAチャンピオンズリーグ6試合に出場し、リーグ戦では6アシストを記録した。2009年夏にはファビオ・カンナヴァーロがユヴェントスに移籍したため、カンナヴァーロが着けていた背番号5番が空いた。ガゴは2008-09シーズンに着けていた背番号8番を新加入のカカに快く譲り、アルゼンチン代表で着けているのと同じ背番号5番に代わった。
2010年夏にジョゼ・モウリーニョ監督が就任してからは、モウリーニョ監督がシャビ・アロンソとサミ・ケディラを重用し、自身は怪我に苦しんだため、出場機会が激減した。

### ASローマ
2011年8月31日、ASローマへレンタル移籍。11月20日のUSレッチェ戦ではセリエA初得点も記録した。シーズン終了後にレアル・マドリードは買い取りオプションとして700万ユーロを求めたのに対し、ローマは300万ユーロのオファーしかしなかった。そのため、翌シーズンよりレアル・マドリードに復帰することが決定した。

### バレンシアCF
2012年7月19日、バレンシアCFに移籍する事が決まった。しかしマウリシオ・ペジェグリーノ監督が退任しエルネスト・バルベルデが新監督に就任すると出場機会が減少し、12月には古巣ボカ・ジュニアーズへの復帰を願い出た。

### アルゼンチン復帰
2013年1月31日、CAベレス・サルスフィエルドへレンタル移籍で加入しアルゼンチン復帰を果たした。
2013年7月、古巣のボカ・ジュニアーズへ3年契約で完全移籍。度重なる負傷に悩まされながら2015シーズンにはプリメーラ・ディビシオン優勝を果たし、2016-17シーズンと2017-18シーズンにはリーグ連覇を達成。2018年のコパ・リベルタドーレスでは決勝戦でCAリーベル・プレートと対戦したがセカンドレグで負傷交代し、チームも2戦合計で5-3に終わり準優勝となった。その後の検査で右アキレス腱裂傷が判明。2019年3月、治療に専念するためボカとの契約を双方合意の上で破棄した。
2019年6月19日、CAベレス・サルスフィエルドに加入し、6年ぶりに復帰。2020年11月11日、現役引退を発表した。

## 代表経歴

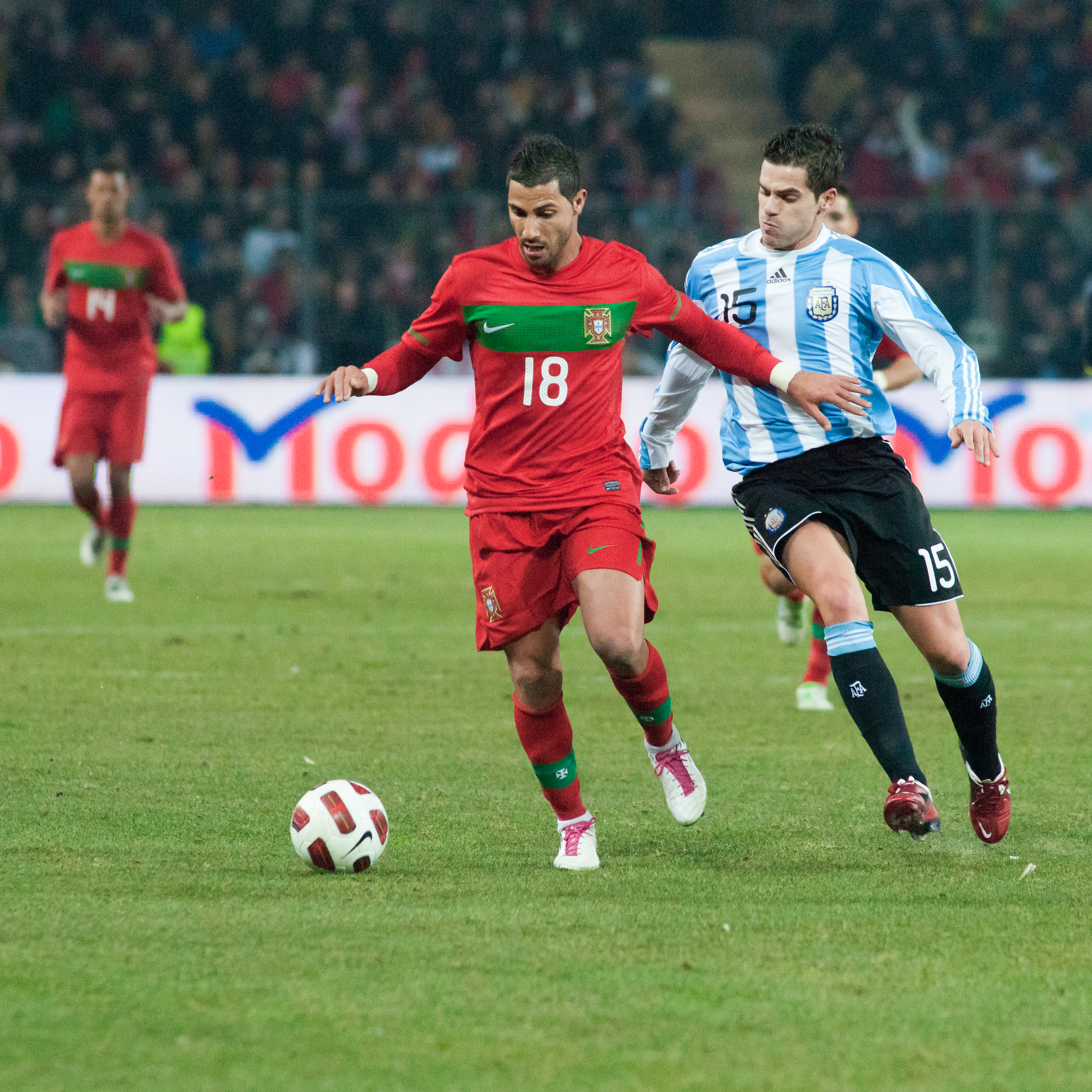
代表でプレーするガゴ (右)

2005年にはU-20アルゼンチン代表としてオランダで開催されたFIFAワールドユース選手権に出場し、リオネル・メッシらとともに優勝を果たした。2006年にドイツで開催されたFIFAワールドカップの出場メンバーには登録されなかったが、2007年2月7日のフランス戦でアルゼンチンA代表デビューを飾り、同年のコパ・アメリカにも出場した。
2008年の北京オリンピックでは背番号5番を付けてプレーした。2008年11月にディエゴ・マラドーナ監督がアルゼンチンA代表監督に就任してからはレギュラーに定着し、主にハビエル・マスチェラーノとコンビを組んだが、クラブでの出場時間の少なさを理由に2010 FIFAワールドカップ出場メンバーからは漏れた。
コパ・アメリカ2011では、グループリーグ初戦ボリビア戦はベンチを温めたものの、第2戦コロンビア戦ではエステバン・カンビアッソに代わって途中出場。その後の2試合は先発出場した。
2014 FIFAワールドカップにも招集され、グループリーグのボスニア・ヘルツェゴビナ戦でW杯デビューを飾った。決勝のドイツ戦では後半41分にエンソ・ペレスとの交代でピッチに入ったもののドイツに1-0で敗れ準優勝に終わった。

## 指導歴
2021年1月17日、アルゼンチン・プリメーラ・ディビシオンのCAアルドシビ監督に就任したが、6連敗を喫した後の9月27日に辞任。リーグでは26チーム中23位に沈んでいた。
2021年10月21日、ラシン・クラブ監督に就任。

## 人物
- すぐに自分の髪の毛を触ることから、ジュニア時代のコーチであったラモン・マドーニにEl Pintita（伊達男）という愛称を付けられた[22]。自身と同じくアルゼンチン出身のフェルナンド・レドンドとは容姿やプレースタイルが比較されることがある[23]。
- 同じアルゼンチン出身で自身と比較されることもあるレドンドからは「献身的な動きでチームにゆとりをもたらそうとしている」と評されている[23]。
- 文学と美術を好み、レアル・マドリードに移籍してスペインに降り立った際に最初に訪れたのはプラド美術館であった[22]。
- 2011年7月、テニス選手のヒセラ・ドゥルコと結婚した[24]。2013年6月に第1子の長男が誕生し[25]、2015年には長女が誕生した。
- ボカ・ジュニアーズのユース出身で二度の在籍期間中に中心選手となっているが、ライバルクラブであるCAインデペンディエンテのサポーターである[26]。

## 個人成績
| クラブ             | シーズン | 国内リーグ | 国内リーグ | 国内リーグ | 国内カップ | 国内カップ | 国内カップ | コンチネンタルカップ | コンチネンタルカップ | コンチネンタルカップ | 通算 | 通算 | 通算     |
| クラブ             | シーズン | 出場       | 得点       | アシスト   | 出場       | 得点       | アシスト   | 出場                 | 得点                 | アシスト             | 出場 | 得点 | アシスト |
| ------------------ | -------- | ---------- | ---------- | ---------- | ---------- | ---------- | ---------- | -------------------- | -------------------- | -------------------- | ---- | ---- | -------- |
| ボカ・ジュニアーズ | 2004-05  | 15         | 0          | 0          | 0          | 0          | 0          | 0                    | 1                    | 0                    | 16   | 0    | 0        |
| ボカ・ジュニアーズ | 2005-06  | 34         | 0          | 3          | 0          | 0          | 0          | 0                    | 5                    | 0                    | 39   | 0    | 3        |
| ボカ・ジュニアーズ | 2006-07  | 20         | 1          | 2          | 0          | 0          | 0          | 0                    | 6                    | 0                    | 26   | 1    | 2        |
| ボカ・ジュニアーズ | 2013-14  | 19         | 0          | 2          | 0          | 0          | 0          | 0                    | 0                    | 0                    | 19   | 0    | 2        |
| ボカ・ジュニアーズ | 2014     | 10         | 1          | 2          | 0          | 0          | 0          | 5                    | 0                    | 3                    | 15   | 1    | 5        |
| ボカ・ジュニアーズ | 2015     | 14         | 2          | 3          | 3          | 1          | 0          | 6                    | 0                    | 1                    | 19   | 3    | 4        |
| ボカ・ジュニアーズ | 2016     | 9          | 0          | 0          | 1          | 0          | 0          | 4                    | 1                    | 0                    | 14   | 1    | 0        |
| ボカ・ジュニアーズ | 通算     | 119        | 4          | 12         | 4          | 1          | 0          | 27                   | 1                    | 4                    | 144  | 6    | 16       |
| レアル・マドリード | 2006-07  | 13         | 0          | 1          | 2          | 0          | 0          | 2                    | 0                    | 0                    | 17   | 0    | 1        |
| レアル・マドリード | 2007-08  | 31         | 0          | 2          | 5          | 0          | 1          | 6                    | 0                    | 1                    | 42   | 0    | 4        |
| レアル・マドリード | 2008-09  | 26         | 1          | 7          | 1          | 0          | 0          | 6                    | 0                    | 0                    | 33   | 1    | 7        |
| レアル・マドリード | 2009-10  | 18         | 0          | 1          | 2          | 0          | 0          | 2                    | 0                    | 0                    | 22   | 0    | 1        |
| レアル・マドリード | 2010-11  | 4          | 0          | 0          | 3          | 0          | 0          | 0                    | 0                    | 0                    | 7    | 0    | 0        |
| レアル・マドリード | 通算     | 92         | 1          | 16         | 13         | 0          | 1          | 16                   | 0                    | 0                    | 121  | 1    | 16       |
| ローマ             | 2011-12  | 30         | 1          | 3          | 2          | 0          | 0          | 0                    | 0                    | 0                    | 32   | 1    | 3        |
| ローマ             | 通算     | 30         | 1          | 3          | 2          | 0          | 0          | 0                    | 0                    | 0                    | 32   | 1    | 3        |
| バレンシア         | 2012-13  | 12         | 0          | 2          | 0          | 0          | 0          | 4                    | 0                    | 1                    | 16   | 0    | 3        |
| バレンシア         | 通算     | 12         | 0          | 2          | 0          | 0          | 0          | 4                    | 0                    | 1                    | 16   | 0    | 3        |
| ベレス             | 2013-14  | 4          | 0          | 1          | 0          | 0          | 0          | 4                    | 1                    | 1                    | 10   | 1    | 2        |
| ベレス             | 通算     | 4          | 0          | 1          | 0          | 0          | 0          | 4                    | 1                    | 2                    | 10   | 1    | 2        |
| 通算               | 通算     | 257        | 6          | 29         | 19         | 1          | 1          | 51                   | 2                    | 7                    | 324  | 9    | 37       |

## 代表歴

### 出場大会
- アルゼンチン代表
  - 2014 FIFAワールドカップ

### 試合数
- 国際Aマッチ 61試合 0得点（2007年-2017年）[27]

| アルゼンチン代表 | 国際Aマッチ | 国際Aマッチ |
| 年               | 出場        | 得点        |
| ---------------- | ----------- | ----------- |
| 2007             | 13          | 0           |
| 2008             | 7           | 0           |
| 2009             | 7           | 0           |
| 2010             | 1           | 0           |
| 2011             | 7           | 0           |
| 2012             | 8           | 0           |
| 2013             | 3           | 0           |
| 2014             | 11          | 0           |
| 2015             | 3           | 0           |
| 2016             | 0           | 0           |
| 2017             | 1           | 0           |
| 通算             | 61          | 0           |

## タイトル

### クラブ
ボカ・ジュニアーズ
- プリメーラ・ディビシオン : 2005-06A, 2005-06C, 2015, 2016-17, 2017-18
- コパ・スダメリカーナ : 2005
- レコパ・スダメリカーナ : 2005, 2006

レアル・マドリード
- プリメーラ・ディビシオン : 2006-07, 2007-08
- スーペルコパ・デ・エスパーニャ : 2008
- コパ・デル・レイ : 2010-11

### 代表
U-20アルゼンチン代表
- FIFA U-20ワールドカップ : 2005

U-23アルゼンチン代表
- オリンピックサッカー : 2008